# Caruthersville
Caruthersville é uma cidade localizada no estado americano de Missouri, no Condado de Pemiscot.

## Demografia
Segundo o censo americano de 2000, a sua população era de 6760 habitantes.
Em 2006, foi estimada uma população de 6363, um decréscimo de 397 (-5.9%).

## Geografia
De acordo com o United States Census Bureau tem uma área de 13,6 km², dos quais 13,6 km² cobertos por terra e 0,0 km² cobertos por água. Caruthersville localiza-se a aproximadamente 81 m acima do nível do mar.

## Localidades na vizinhança
O diagrama seguinte representa as localidades num raio de 20 km ao redor de Caruthersville.